# Jadova, Storojineț
Jadova, întâlnit și sub forma Jadova Veche sau Sadova (între 1942-1944) (în ucraineană Стара Жадова, transliterat Stara Jadova și în germană Alt Zadowa) este un sat reședință de comună în raionul Storojineț din regiunea Cernăuți (Ucraina). Are 2,392 locuitori, preponderent ucraineni.
Satul este situat la o altitudine de 397 metri, se află pe malul râului Siretul Mare, în partea de centru-nord a raionului Storojineț.

## Istorie
Localitatea Jadova a făcut parte încă de la înființare din regiunea istorică Bucovina a Principatului Moldovei. Prima atestare documentară a satului datează din anul 1490. Din satul Jadova este originară familia Goian, ai cărei reprezentanți se întâlnesc adesea ocupând dregătorii importante în Moldova. 
În anul 1742 a fost ctitorit aici un schit de călugări de către Andronachi Vlad, Ștefan Taboră, George Gherasim și egumenul Gheorghe. Cu ocazia recensământului realizat de generalul Spleny în 1776, pe teritoriul anexat atunci la Austria, s-a consemnat că Schitul Jadova deținea 10 fălci de teren în sat și în Vasileu . La acea dată, viețuiau acolo 7 călugări. 
În ianuarie 1775, ca urmare a atitudinii de neutralitate pe care a avut-o în timpul conflictului militar dintre Turcia și Rusia (1768-1774), Imperiul Habsburgic (Austria de astăzi) a primit o parte din teritoriul Moldovei, teritoriu cunoscut sub denumirea de Bucovina. După anexarea Bucovinei de către Imperiul Habsburgic în anul 1775, localitatea Jadova a făcut parte din Ducatul Bucovinei, guvernat de către austrieci, făcând parte din districtul Storojineț (în germană Storozynetz). 
Autoritățile habsburgice au desființat Schitul Jadova în baza Ordonanței Imperiale din 19 iunie 1783 a împăratului Iosif al II-lea (1780-1790), trecând toate pământurile și fondurile administrate de Episcopia Rădăuților "sub povățuirea stăpânirii împărătești și a crăieștii măriri" .
După Unirea Bucovinei cu România la 28 noiembrie 1918, satul Jadova a făcut parte din componența României, în Plasa Flondoreni a județului Storojineț.  Pe atunci, majoritatea populației era formată din ucrainieni. În perioada interbelică, ființa în sat un cămin cultural al Fundației Culturale Regale "Principele Carol", iar Casa Asigurărilor Sociale din Cernăuți dispunea de servicii medicale în comună .
Ca urmare a Pactului Ribbentrop-Molotov (1939), Bucovina de Nord a fost anexată de către URSS la 28 iunie 1940. Bucovina de Nord a reintrat în componența României în perioada 1941-1944. La 5 iulie 1941, armata română a reintrat în sat, având loc manifestări de ostilitate față de evreii localnici. Rabinul Ghinsberg a scăpat numai cu barba smulsă, cu răni la cap și cu trupul înțepat de baionete, dar au fost împușcați Eli Schnitter cu soția și Bubi Engel. Multe fete au fost violate și tuturor bătrânilor li s-au tăiat bărbile. Nu se va ști niciodată câți evrei au fost omorâți în ziua aceea și câți mai târziu. Se știe numai că din cei 543 de locuitori evrei ai celor două Jadove, au supraviețuit masacrelor de acasă, a celor din convoaie, a celor din lagărul Edineț și a celor din Transnistria, numai 80 de suflete . 
Bucovina de Nord a fost reocupată de către URSS în anul 1944 și integrată în componența RSS Ucrainene. Începând din anul 1991, satul Jadova face parte din raionul Storojineț al regiunii Cernăuți din cadrul Ucrainei independente. Conform recensământului din 1989, numărul locuitorilor care s-au declarat români plus moldoveni era de 12 (6+6), adică 0,51% din populația localității . În prezent, satul are 2.392 locuitori, preponderent ucraineni.

## Demografie
Componența lingvistică a localității Jadova
     Ucraineană (99,04%)
     Alte limbi (0,88%)
Conform recensământului din 2001, majoritatea populației localității Jadova era vorbitoare de ucraineană (99,04%), existând în minoritate și vorbitori de alte limbi.
1930: 3.458 (recensământ)
1989: 2.360 (recensământ)
2007: 2.392 (estimare)

### Recensământul din 1930
Componența etnică a comunei Jadova (județul Storojineț)
     Români (5,75%)
     Germani (2,11%)
     Evrei (13,53%)
     Ruteni (74,92%)
     Polonezi (3,09%)
     Ruși (0,6%)
Componența confesională a comunei Jadova
     Ortodocși (79,81%)
     Romano-catolici (5,03%)
     Mozaici (13,53%)
     Greco-catolici (1%)
     Evanghelici\Luterani (0,63%)
Conform recensământului efectuat în 1930, populația comunei Jadova se ridica la 3.458 locuitori. Majoritatea locuitorilor erau ruteni (74,92%), cu o minoritate de germani (2,11%), una de evrei (13,53%), una de români (5,75%), una de polonezi (3,09%) și una de ruși (0,60%). Din punct de vedere confesional, majoritatea locuitorilor erau ortodocși (79,81%), dar existau și romano-catolici (5,03%), mozaici (13,53%), greco-catolici (1,00%) și evanghelici\luterani (0,63%).

## Personalități
- familia Goian - ai cărei reprezentanți se întâlnesc adesea ocupând dregătorii importante în Moldova (Leon de Goian)
- Iuri Racocea (1908-1991) - silvicultor, profesor de limbile ucraineană și rusă, poet de limbă ucraineană și de limbă română
- Aharon Appelfeld (1932-2018) - scriitor israelian, supraviețuitor al Holocaustului; a primit premii literare prestigioase în Israel, Franța și Germania

## Obiective turistice
- Biserica de lemn cu hramul "Sf. Arhanghel Mihail" - construită în anul 1806 [10]